# Molophilus quinquespinosus
Molophilus quinquespinosus là một loài ruồi trong họ Limoniidae. Chúng phân bố ở miền Australasia.